# Daniela Romo

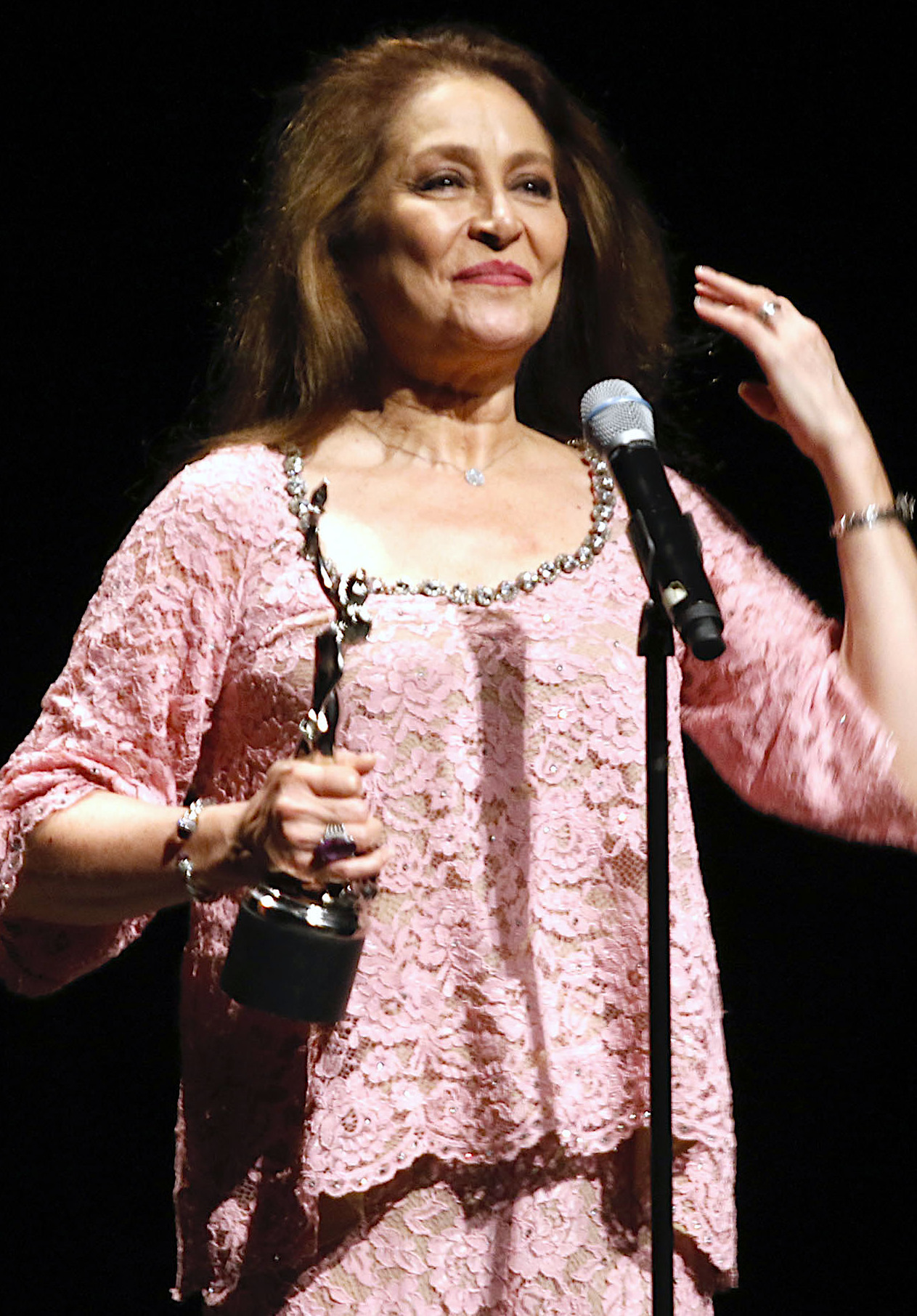
Daniela Romo, 2019

Daniela Romo (Teresa Presmanes Corona; * 27. August 1959 in Mexiko-Stadt) ist eine mexikanische Sängerin und Schauspielerin.

## Leben
Daniela Romo sammelte ihre ersten Bühnenerfahrungen als Chorsängerin der Gruppe Los Hermanos Zavala. Sie studierte dann Schauspiel an der Academia Andrés Soler und nahm in Los Angeles Gesangsunterricht bei Seth Riggs. Sie trat am Theater in Stücken wie El soldadito de plomo, Pastoral navideño, Ifigenia en Aulide (von Euripides), Gypsy und El diluvio que viene und debütierte 1978 beim Fernsehen in der von Ernesto Alonso produzierten Serie Ardiente secreto.
Es folgten weitere Fernsehproduktionen wie El enemigo, No temas al amor, El camino secreto, Balada por un amor, Si Dios me quita la vida, El manantial, Las vías del amor und Alborada. 1979 nahm sie eine Platte mit Liedern von Lolita de la Colina auf, bekannt als Sängerin wurde sie mit Pop-Balladen wie Mentiras und Cielo, die 1983 auf ihrem Album Daniela Romo erschienen. Erfolg hatte sie auch 1984 mit dem Song Yo no te pido la luna aus dem Album Amor prohibido, einer Coverversion von Non voglio mica la luna von Fiordaliso. Beim World Popular Song Festival 1985 in Tokio vertrat sie Mexiko mit Denisse de Kalafes Song Es nuestro amor.
Als Tänzerin, Sängerin, Schauspielerin und Moderatorin trat Daniela Romo in Fernsehprogrammen wie „Noche a noche“ und Hoy con Daniela auf. 2007 spielte sie in der Telenovela Amor sin maquillaje, und im Folgejahr erschien mit Sueños de cabaret ihr 18. Album mit Songs von Pedro Infante, Luis Miguel, Laura Pausini und anderen. Weitere Fernsehauftritte hatte sie u. a. in Carla Estradas Produktion Sortilego (2009) sowie Salvador Mejías Triunfo del amor (2010–11) und La tempestad (mit William Levy und Ximena Navarrete, 2013).
In dem Fernsehprogramm Lo que más quieres stellte sie 2013 als Moderatorin mit einer Jury, der u. a. Galilea Montijo, Susana Zabaleta, Marco Antonio Regil, Adal Ramones und Lupita D’Alessio angehörten, junge Gesangstalente vor. 2014 gab sie in einer Show im Auditorio Nacional einen Rückblick auf die größten Erfolge ihrer musikalischen Karriere.

## Diskografie (Auswahl)
Singles

| Jahr | Titel Album                                       | Höchstplatzierung, Gesamtwochen, AuszeichnungChartsChartplatzierungen (Jahr, Titel, Album, Platzierungen, Wochen, Auszeichnungen, Anmerkungen) | Anmerkungen |
| Jahr | Titel Album                                       | Latin | Anmerkungen |
| ---- | ------------------------------------------------- | --- | ----------- |
| 1986 | De mi enamorate Mujer De Todos, Mujer De Nadie    | Latin1 (36 Wo.)Latin |             |
| 1987 | Veneno Para Dos Mujer De Todos, Mujer De Nadie    | Latin10 (26 Wo.)Latin |             |
| 1987 | Coco loco Mujer De Todos, Mujer De Nadie          | Latin41 (3 Wo.)Latin |             |
| 1988 | Es Mejor Perdonar Gitana                          | Latin6 (22 Wo.)Latin |             |
| 1988 | Gitana                                            | Latin12 (24 Wo.)Latin |             |
| 1989 | Lo Que Las Mujeres Callamos Gitana                | Latin26 (10 Wo.)Latin |             |
| 1990 | Quiero Amanecer Con Alguien                       | Latin2 (26 Wo.)Latin |             |
| 1990 | Explorame Quiero Amanecer Con Alguien             | Latin4 (18 Wo.)Latin |             |
| 1990 | Dimelo Quiero Amanecer Con Alguien                | Latin3 (20 Wo.)Latin |             |
| 1991 | Y Cae La Gota De Agua Quiero Amanecer Con Alguien | Latin15 (10 Wo.)Latin |             |
| 1991 | Todo Todo Todo Amada Mas Que Nunca                | Latin1 (23 Wo.)Latin |             |
| 1992 | Nadie Entiende Amada Mas Que Nunca                | Latin6 (18 Wo.)Latin |             |
| 1992 | Duele Amada Mas Que Nunca                         | Latin7 (14 Wo.)Latin |             |
| 1992 | Tampoco Fuiste Tu Amada Mas Que Nunca             | Latin5 (14 Wo.)Latin |             |
| 1992 | Para Que Te Quedes Conmigo De Mil Colores         | Latin1 (20 Wo.)Latin |             |
| 1993 | Atame A Tu Vida De Mil Colores                    | Latin7 (14 Wo.)Latin |             |
| 1993 | Que Vengan Los Bomberos De Mil Colores            | Latin9 (12 Wo.)Latin |             |
| 1993 | De Mil Colores                                    | Latin30 (4 Wo.)Latin |             |
| 1996 | Me Gusta J. S. Bach Un Nuevo Amor                 | Latin31 (3 Wo.)Latin |             |
| 1997 | Matame Un Nuevo Amor                              | Latin17 (8 Wo.)Latin |             |
| 1998 | Mi Amor (My Love) –                               | Latin38 (2 Wo.)Latin | mit Simone  |

## Auszeichnungen für Musikverkäufe
| Goldene Schallplatte - Mexiko - 2013: für das Album Para Soñar |

| Land/RegionAuszeichnungen für Musikverkäufe (Land/Region, Auszeichnungen, Verkäufe, Quellen) | Gold  | Platin | Verkäufe | Quellen         |
| -------------------------------------------------------------------------------------------- | ----- | ------ | -------- | --------------- |
| Mexiko (AMPROFON)                                                                            | Gold1 | —      | 30.000   | amprofon.com.mx |
| Insgesamt                                                                                    | Gold1 | —      |          |                 |